# Pericoma subillustrata
Pericoma subillustrata är en tvåvingeart som beskrevs av Tonnoir 1953. Pericoma subillustrata ingår i släktet Pericoma och familjen fjärilsmyggor. Inga underarter finns listade i Catalogue of Life.